# Сима Бунић
Сима Бунић (Лесковац, 26. фебруар 1882 — Ниш, 14. јун 1914) био је српски глумац, драматург, редитељ, драмски писац и управник више позоришта.

## Биографија
Рођен је 26. фебруара 1882. године у старој лесковачкој породици. Након завршене основне школе отац га је запослио у своју трговачку радњу, а касније га је одвео у Београд. Поседовао је велику наклоност према позоришту те је убрзо, по доласку у Београд, почео да посећује позориште. Та његова наклоност одвела га је најпре у позоришне статисте. Узгред, учио је и молерски занат. Током свог кратког живота радио је и као гардеробер у Народном позоришту у Београду у периоду од 1898. до 1899. године. Имао је и смисла за сликарство. У периоду од 1900. до 1903. године радио је као декоративни сликар у путујућој дружини „Србадија“ Д. Нишлића, а од 1904. постао је члан и декоратер нишког „Синђелића” и других путујућих група. Од 1910. до 1912. године водио је путујућу дружину „Заједница“, да би 1912. постао управник нишког „Синђелића“. 
Био је ожењен Катарином-Кајом која је имала запажене карактерне улоге у „Синђелићу“, путујућим дружинама и у Народном позоришту у Врању. Преминуо је 14. јуна 1914. године. Пред смрт је обављао дужност управника нишког позоришта. Као глумац путујућих позоришних дружина посећивао је много градова у тадашњој Србији а навраћао је и у Лесковац.

## Позоришна дела
Сима је био веома плодан драмски писац. За време свог кратког живота написао је десетак драма и урадио неколико успелих драматизација. Нажалост, готово сва његова дела су пропала за време Првог светског рата због чега његове драме данас не могу ни бити оцењене. Од његових оригиналних дела најпопуларнија је била драма „Дочек краља Милана у Лесковцу”, а најуспелија драматизација му је „Зона Замфирова”, која се више година приказивала у Београдском народном позоришту. Поред овог најпознатијег дела, написао је и следеће комаде: „Војвода Брана”, „Светли мученици”, „Војвода Глигор”, „Статус Кво”, „Европски рат”, „Једна ноћ у харему” итд. Урадио је и још неколико драматизација: „Горски венац”, „Крвави аглук”, „Хајдук Станко”. Његови комади дуго се нису скидали са реперотара провинцијских позоришта и тадашња публика их је радо гледала.